# 제주 구 해병훈련시설
제주 구 해병훈련시설은 대한민국 제주특별자치도 서귀포시 대정읍에 있는 일제강점기의 전쟁관련시설이다. 2008년 10월 1일 대한민국의 국가등록문화재 제410호로 지정되었다.

## 개요
이 훈련소는 한국전쟁기에 해병 3기생들이 훈련을 받고 해병 4기생과 함께 인천상륙작전에 참전한 역사적인 군사 유적지이다.
병사(兵舍)와 함께 세면장이 남아 있어 당시의 훈련 상황을 이해하는데 중요한 자료적 가치가 있으며, 한국전쟁의 대표적인 상징물로서의 의미가 매우 크다.

## 참고 자료
- 제주 구 해병훈련시설 - 국가유산청 국가유산포털